# Kufranjah
Kufranyá (en árabe, كفرنجة es una ciudad en la gobernación de Ajlun, en Jordania. Tiene una población de 31.015 habitantes (censo de 2015). Se encuentra a 30 km al noroeste de Amán.